# Futbol Club Barcelona B 2010-2011
Questa voce raccoglie le informazioni riguardanti il Futbol Club Barcelona B, squadra riserve del Futbol Club Barcelona, nelle competizioni ufficiali della stagione 2010-2011.

## Maglie e sponsor
| Casa | Trasferta | Terza |

## Staff tecnico
- Allenatore: Luis Enrique
- Allenatore in 2ª: Joan Barbarà Mata
- Preparatore dei portieri: Carles Busquets Barroso
- Preparatore atletico: José Ramon Callen
- Medico sociale: dott. Xavier Yanguas Leyes
- Fisioterapisti: Jaume Langa Ferrer; Carles Martín; Roger Giornes Tomas

## Rosa
| N. |                   | Ruolo | Calciatore       |
| -- | ----------------- | ----- | ---------------- |
| 1  | Spagna (bandiera) | P     | Oier Olazábal    |
| 13 | Spagna (bandiera) | P     | Jordi Masip      |
| 25 | Spagna (bandiera) | P     | Rubén Miño       |
| 2  | Spagna (bandiera) | D     | Martín Montoya   |
| 3  | Spagna (bandiera) | D     | Marc Bartra      |
| 5  | Spagna (bandiera) | D     | Andreu Fontàs    |
| 16 | Spagna (bandiera) | D     | Armando Lonzano  |
| 19 | Spagna (bandiera) | D     | Abraham Minero   |
| 24 | Spagna (bandiera) | D     | Marc Muniesa     |
|    | Spagna (bandiera) | D     | Albert Dalmau    |
| 4  | Spagna (bandiera) | C     | Thiago Alcántara |
| 6  | Spagna (bandiera) | C     | Oriol Romeu      |
| 14 | Spagna (bandiera) | C     | Ilie Sánchez     |

| N. |                    | Ruolo | Calciatore                |
| -- | ------------------ | ----- | ------------------------- |
| 15 | Spagna (bandiera)  | C     | Carlos Bonet              |
| 17 | Spagna (bandiera)  | C     | Carles Planas             |
| 18 | Spagna (bandiera)  | C     | Sergi Roberto             |
| 20 | Messico (bandiera) | C     | Jonathan dos Santos       |
| 22 | Spagna (bandiera)  | C     | Martí Riverola            |
| 7  | Spagna (bandiera)  | A     | Cristian Tello            |
| 8  | Spagna (bandiera)  | A     | Eduard Oriol              |
| 9  | Spagna (bandiera)  | A     | Nolito                    |
| 10 | Spagna (bandiera)  | A     | Víctor Vázquez (capitano) |
| 11 | Spagna (bandiera)  | A     | Jonathan Soriano          |
| 12 | Spagna (bandiera)  | A     | Saúl Berjón               |
| 21 | Spagna (bandiera)  | A     | Benja                     |
| 23 | Spagna (bandiera)  | A     | Rubén Rochina             |

## Stagione

### Segunda División

#### Calendario e risultati
| Giornata | Data              | Partita                          | Risultato |
| -------- | ----------------- | -------------------------------- | --------- |
| 1        | 28 agosto 2010    | Celta Vigo - Barcellona B        | 1 - 2     |
| 2        | 5 settembre 2010  | Barcellona B - Xerez             | 2 - 1     |
| 3        | 11 settembre 2010 | FC Cartagena - Barcellona B      | 5 - 1     |
| 4        | 18 settembre 2010 | Barcellona B - Elche             | 2 - 0     |
| 5        | 26 settembre 2010 | Barcellona B - Numancia          | 1 - 0     |
| 6        | 3 ottobre 2010    | Córdoba - Barcellona B           | 2 - 0     |
| 7        | 10 ottobre 2010   | Barcellona B - Tenerife          | 3 - 1     |
| 8        | 16 ottobre 2010   | Gimnàstic - Barcellona B         | 1 - 1     |
| 9        | 23 ottobre 2010   | Barcellona B - Huesca            | 0 - 1     |
| 10       | 31 ottobre 2010   | Alcorcón - Barcellona B          | 1 - 3     |
| 11       | 6 novembre 2010   | Barcellona B - Villarreal B      | 4 - 1     |
| 12       | 13 novembre 2010  | Granada - Barcellona B           | 4 - 1     |
| 13       | 19 novembre 2010  | Barcellona B - Recreativo Huelva | 1 - 1     |
| 14       | 8 dicembre 2010   | Real Betis - Barcellona B        | 2 - 2     |
| 15       | 4 dicembre 2010   | Barcellona B - Real Valladolid   | 0 - 0     |
| 16       | 12 dicembre 2010  | Albacete - Barcellona B          | 2 - 2     |
| 17       | 19 dicembre 2010  | Barcellona B - Ponferradina      | 1 - 1     |
| 18       | 2 gennaio 2011    | Las Palmas - Barcellona B        | 2 - 2     |
| 19       | 8 gennaio 2011    | Barcellona B - Girona            | 1 - 2     |
| 20       | 15 gennaio 2011   | Salamanca UDS - Barcellona B     | 2 - 3     |
| 21       | 22 gennaio 2011   | Barcellona B - Rayo Vallecano    | 1 - 2     |
| 22       | 29 gennaio 2011   | Barcellona B - Celta Vigo        | 1 - 1     |
| 23       | 4 febbraio 2011   | Xerez - Barcellona B             | 1 - 0     |
| 24       | 11 febbraio 2011  | Barcellona B - FC Cartagena      | 3 - 0     |
| 25       | 19 febbraio 2011  | Elche - Barcellona B             | 2 - 1     |
| 26       | 26 febbraio 2011  | Numancia - Barcellona B          | 4 - 6     |
| 27       | 1º marzo 2011     | Barcellona B - Córdoba           | 4 - 1     |
| 28       | 7 marzo 2011      | Tenerife - Barcellona B          | 1 - 4     |
| 29       | 12 marzo 2011     | Barcellona B - Gimnàstic         | 4 - 0     |
| 30       | 19 marzo 2011     | Huesca - Barcellona B            | 1 - 1     |
| 31       | 26 marzo 2011     | Barcellona B - Alcorcón          | 2 - 0     |
| 32       | 2 aprile 2011     | Villarreal B - Barcellona B      | 2 - 3     |
| 33       | 8 aprile 2011     | Barcellona B - Granada           | 4 - 0     |
| 34       | 15 aprile 2011    | Recreativo Huelva - Barcellona B | 1 - 1     |
| 35       | 24 aprile 2011    | Barcellona B - Real Betis        | 0 - 3     |
| 36       | 29 aprile 2011    | Real Valladolid - Barcellona B   | 2 - 1     |
| 37       | 7 maggio 2011     | Barcellona B - Albacete          | 2 - 1     |
| 38       | 11 maggio 2011    | Ponferradina - Barcellona B      | 2 - 2     |
| 39       | 15 maggio 2011    | Barcellona B - Las Palmas        | 3 - 5     |
| 40       | 21 maggio 2011    | Girona - Barcellona B            | 0 - 2     |
| 41       | 29 maggio 2011    | Barcellona B - Salamanca UDS     | 5 - 1     |
| 42       | 4 giugno 2011     | Rayo Vallecano - Barcellona B    | 2 - 3     |

#### Classifica
|                   | Squadra      | G  | P.ti | V  | N  | P  | RF | RS |  |
| ----------------- | ------------ | -- | ---- | -- | -- | -- | -- | -- |  |
| Spagna (bandiera) | Barcellona B | 42 | 71   | 20 | 11 | 11 | 85 | 62 |  |